# ホセ・アントニオ・リベラ
ホセ・アントニオ・リベラ（José Antonio Rivera、1973年4月7日 - ）は、アメリカ合衆国の元プロボクサー。ペンシルベニア州フィラデルフィア出身。元WBA世界ウェルター級王者。元WBA世界スーパーウェルター級王者。世界2階級制覇王者。

## 来歴
1992年11月7日、プロデビュー。
1997年4月25日、マサチューセッツ州スプリングフィールドのシビック・センターにてギルベルト・フローレスとIBO世界ウェルター級王座決定戦を行い、2回2分14秒TKO勝ちを収め王座を獲得した。
WBA世界ウェルター級王座を獲得して2005年4月2日、マサチューセッツ州ウースターのDCUセンターにてルイス・コラーゾと対戦し、12回1-2（115-113、113-115×2）の判定負けを喫し初防衛に失敗、王座から陥落した。
2006年5月6日、DCUセンターにてWBA世界スーパーウェルター級王者アレハンドロ・ガルシアと対戦し、12回3-0（116-106×2、114-107）の判定勝ちを収め2階級制覇を達成した。
2007年1月6日、フロリダ州ハリウッドのセミノール・ハードロック・ホテル・アンド・カジノ内ハード・ロック・ライブにてトラヴィス・シムズと対戦し、9回2分TKO負けを喫し初防衛に失敗、王座から陥落した。
2007年10月6日、ニューヨークのマディソン・スクエア・ガーデンにてダニエル・サントスと対戦し、8回2分50秒TKO負け。
2011年5月20日、2年9か月ぶりの復帰戦としてマサチューセッツ州ウースターのパラディウムにてルイス・メイソネットと対戦し、8回3-0（3者共に79-73）で判定勝ちを収めた。
2011年7月29日、現役最後の引退試合としてコネチカット州アンカスビルのモヒガン・サン内モヒガン・サン・アリーナにてパウル・ムペンドと対戦し、8回3-0（79-73、80-72×2）の判定勝ち。
2018年8月17日、7年ぶりの復帰戦としてウースターのパラディウムにてラリー・スミスと対戦し、7回TKO勝ちを収めた。
2019年6月14日、ウースターのパラディウムにて引退試合をトラヴィス・スコットと行い、8回2-1（77-74、76-75、75-76）の判定勝ちを収め引退した。

## 獲得タイトル
- IBO世界ウェルター級王座
- NABA北米ウェルター級王座
- WBAフェデラテンスーパーウェルター級王座
- WBA世界ウェルター級王座（防衛0）
- WBA世界スーパーウェルター級王座（防衛0）